# Arthur G. McCabe
Arthur G. McCabe (* um 1918) ist ein australischer Badmintonspieler. Allan McCabe ist sein Bruder.

## Karriere
In einer Zeit, in der sich internationale Vergleiche in seiner Heimat vorwiegend auf Wettkämpfe mit dem benachbarten Neuseeland beschränkten, gewann Arthur McCabe mit seinem jüngeren Bruder Allan in den Jahren 1948, 1949 und 1950 drei australische Herrendoppeltitel in Folge.

## Sportliche Erfolge
| Saison | Veranstaltung                     | Disziplin    | Platz | Name                         |
| ------ | --------------------------------- | ------------ | ----- | ---------------------------- |
| 1948   | Australien: Einzelmeisterschaften | Herrendoppel | 1     | Allan McCabe / Arthur McCabe |
| 1949   | Australien: Einzelmeisterschaften | Herrendoppel | 1     | Allan McCabe / Arthur McCabe |
| 1950   | Australien: Einzelmeisterschaften | Herrendoppel | 1     | Allan McCabe / Arthur McCabe |